# Malby Island
Malby Island ist eine unbewohnte Insel im australischen Bundesstaat Western Australia. Sie ist 15,7 Kilometer vom australischen Festland entfernt. Die Insel bildet mit Mably Island ein Inselpaar.
Im Norden der Insel liegt ein kleiner Sandstrand.